# Юнгхольц
Юнгхольц (нем. Jungholz) — коммуна в Австрии, в федеральной земле Тироль.
Входит в состав округа Ройтте.  Площадь общины составляет 7,06 км², население — 302 человека (1 января 2021), плотность населения — 44 чел./км². Официальный код  —  70818.
Коммуна является полуанклавом Австрии на территории Германии, соприкасающейся с Австрией только в точке горы Зоргшрофен (нем. Sorgschrofen, 1636 м).

## Население
| Год  | Численность |
| ---- | ----------- |
| 1869 | 223         |
| 1889 | 218         |
| 1890 | 204         |
| 1900 | 201         |
| 1910 | 210         |
| 1923 | 202         |
| 1934 | 188         |
| 1939 | 205         |
| 1951 | 252         |
| 1961 | 308         |
| 1971 | 253         |
| 1981 | 274         |
| 1991 | 345         |
| 2001 | 316         |
| 2011 | 293         |
| 2021 | 302         |

В целом население составляет австрийцы но есть и достаточное количество немцев.

## Политическая ситуация
Бургомистр коммуны с 2016 года — Карина Конрад. До этого должность занимал Бернхард Эггель (АНП), по результатам выборов 2004 года.
Совет представителей коммуны (нем. Gemeinderat) состоит из 9 мест.
- АНП занимает 5 мест.
- независимые: 4 места.